# Günthers Prachtbarsch
Günthers Prachtbarsch (Chromidotilapia guntheri) ist eine Buntbarschart aus Westafrika. Sie kommt in küstennahen Süßgewässern vom Saint John River in Liberia bis zum Niger, in den Seen des westkameruner Berglands nördlich des Sanaga und im Fluss Mbini (früher Benito) in Äquatorialguinea vor. Die Art wurde zu Ehren des deutschen Zoologen und Ichthyologen Albert Günther benannt.

## Merkmale
Günthers Prachtbarsch wird 12 bis 18 cm lang, wobei die Maximallänge von 18 cm nur bei stattlichen Männchen aus dem Westen des Verbreitungsgebietes auftritt (Elfenbeinküste, Ghana, Togo), Weibchen selten länger als 15 cm werden und Tiere aus Nigeria meist bei einer Länge von 12 cm bleiben. Die Fische besitzen einen gestreckten, seitlich etwas abgeflachten Körper und einen spitzmäuligen Kopf. Die Körperhöhe beträgt ca. 30 bis 40 % der Standardlänge. Die Bauchlinie ist fast gerade. Die Körperseiten sind graubraun bis olivgrün oder gelblich und schimmern bläulich, der Rücken ist dunkler. Entlang der Körperseiten erstrecken sich zwei mehr oder weniger deutlich sichtbare Längsstreifen, die bei gestressten Tieren besonders deutlich sind oder stimmungsabhängig durch fünf verschwommene Flecken oder eine einheitliche Färbung abgelöst werden kann. Der obere Streifen liegt direkt unterhalb der Rückenflosse und reicht bis zu ihrem Ende. Der zweite erstreckt sich vom Auge bis zur Mitte des Schwanzstiels. Die Lippen sind weißlich oder bläulich. Auf dem Kiemendeckel liegt ein leuchtender, blaugrüner Glanzfleck. Auf dem ersten Kiemenbogen finden sich 21 bis 25 Kiemenrechen. Bei ausgewachsenen Tieren sind einige Flossenstrahlen von Rücken- und Afterflosse verlängert, bei Jungfischen (bis 2,5 cm) sind die ersten zwei bis drei Flossenstrahlen der Rückenflosse schwarz. Der Schwanzstiel ist für gewöhnlich höher als lang. Die Schwanzflosse schließt gerade ab.

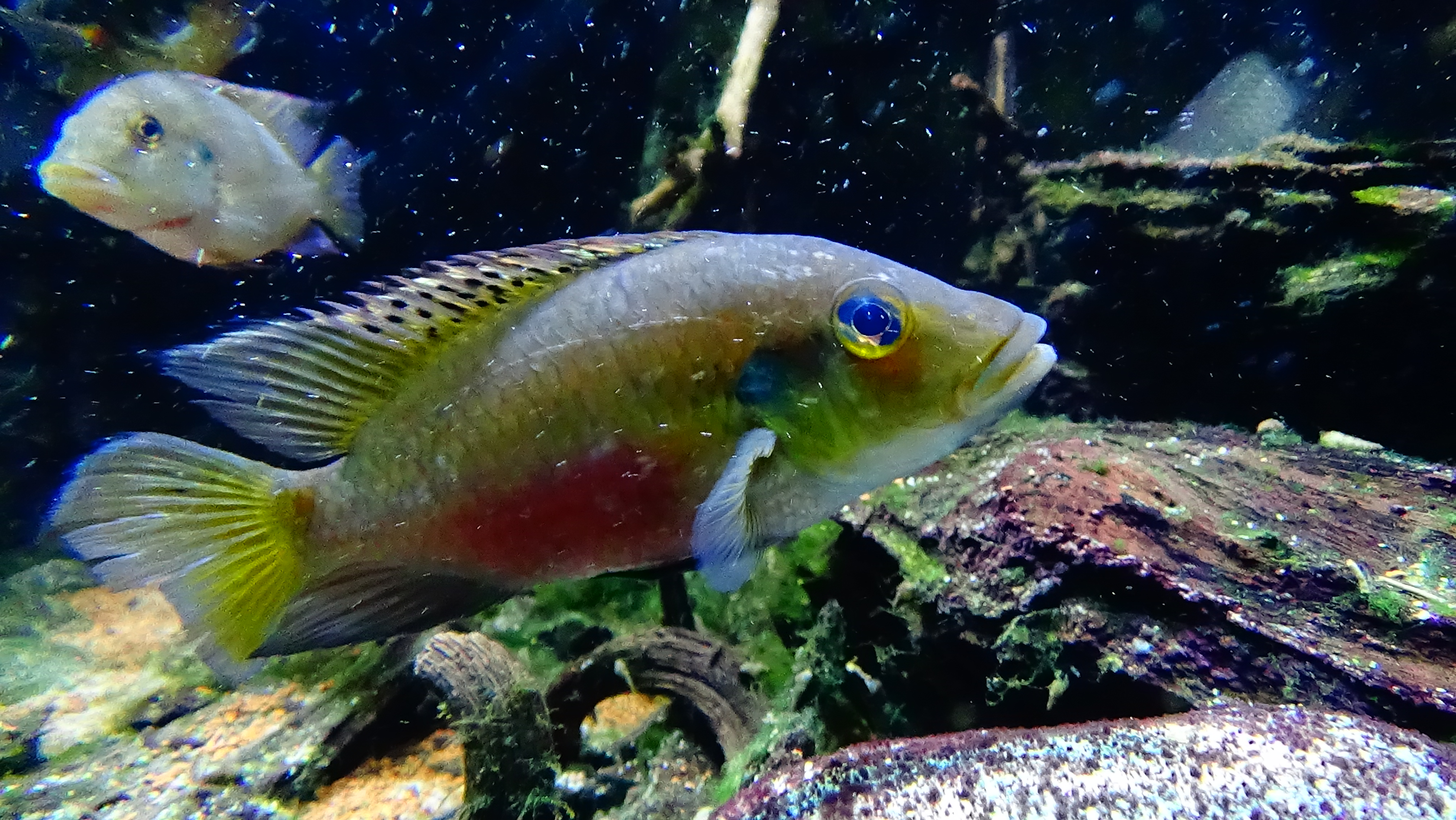
Günthers Prachtbarsch, Weibchen

- Flossenformel: Dorsale XV–XVII/9–12, Anale III–IV/6–7.
- Schuppenformel SL 27–34.

Weibchen haben eine weißliche Kehle, einen bei Laichreife dunkelroten Bauch und in der Rückenflosse, unterhalb des roten Flossenrandes (auch bei Männchen), ein helles chromglänzendes Längsband, oft auch schwarze Flecken an der Rückenflossenbasis.

## Chromidotilapia guentheri loennbergi
Eine eigene endemische Unterart von Günthers Prachtbarsch, Chromidotilapia guentheri loennbergi, kommt im kamerunischen Kratersee Barombi Koto und in der unmittelbaren Nachbarschaft vor. Sie ist heller als andere Chromidotilapia guentheri aus benachbarten Regionen und ähnelt in ihrer Färbung eher Linkes Prachtbarsch (Chromidotilapia linkei). Um den Schwanzstiel hat sie oft nur 14 Schuppen, während 16 üblich für Chromidotilapia-Arten sind. Mit einer Maximallänge von 8,1 cm bleibt sie kleiner als die Nominatform.
- Flossenformel: Dorsale XV–XVI/9–11, Anale III–IV/7–8.
- Schuppenformel SL 27–29.

## Lebensraum und Lebensweise
Günthers Prachtbarsch lebt im Westen seines Verbreitungsgebietes in kleineren und größeren Flüssen und Seen in Savannengebieten. Das Wasser ist dort meist hart und leicht alkalisch. Die Fische werden relativ groß. Von Ost-Nigeria bis Südkamerun leben die Fische in kleinen und kleinsten Regenwaldgewässern mit oft sehr saurem, weichen und sauberem Wasser. Die Fische aus Regenwaldgebieten bleiben kleiner.
In den kurzen Flüssen, die in den Bosumtwisee in Ghana einmünden, kommt eine Morphe vor, die maximal 10 bis 12 cm lang wird, einen spitzeren Kopf und eine teilweise gelb gefärbte Iris hat. Die Fische werden während der Regenzeit in großen Mengen in den See geschwemmt, sind dort aber während der Trockenzeit nicht nachzuweisen und im See anscheinend nicht auf Dauer lebensfähig.

## Fortpflanzung
Günthers Prachtbarsch ist ein Maulbrüter, der im Unterschied zu den meisten anderen Maulbrütern während der Laichzeit aber monogam ist und fest Paare bildet. Die bis zu 150 Eier werden in Höhlen, auf Steinen oder einer anderen festen Unterlage gelegt und danach vom Männchen ins Maul genommen. Nach 8 bis 14 Tagen verlassen die Jungfische erstmals das Maul. Danach werden sie von beiden Eltern für mehrere Wochen geführt und beschützt und bei Gefahr auch vom Weibchen ins Maul genommen.

## Systematik
Günthers Prachtbarsch wurde 1882 durch den französischen Ichthyologen Henri Émile Sauvage unter der Bezeichnung Hemichromis guntheri erstmals wissenschaftlich beschrieben und zu Ehren des deutschen Ichthyologen und Herpetologen Albert Günther benannt, der in der Erstbeschreibung mehrmals zitiert wird. Die Gattung Chromidotilapia wurde 1898 durch den belgisch-britischer Zoologen George Albert Boulenger eingeführt. Einer 2015 veröffentlichten Untersuchung über die verwandtschaftlichen Beziehungen innerhalb der Tribus Chromidotilapiini zufolge ist Günthers Prachtbarsch jedoch nicht besonders nah mit Chromidotilapia kingsleyae, der Typusart von Chromidotilapia, verwandt, sondern bildet mit Chromidotilapia linkei und Chromidotilapia regani eine Klade, die die Schwestergruppe von Benitochromis ist.